# PULS
PULS of voluit het Precise & Universal Launching System is een mobiel meervoudig raketartilleriesysteem van de Israëlische fabrikant Elbit Systems. Het is een aanvalswapen tegen onder meer artillerie- en luchtafweerposities alsmede bevoorradings- en lichte pantservoertuigen. Na de overname van Israel Military Industries (IMI) door Elbit Systems in 2018 werd Lynx, zoals het systeem oorspronkelijk heette, doorontwikkeld en gemoderniseerd en op de markt gebracht onder de naam PULS.
PULS kan verschillende typen raketten dragen in twee afgesloten raketkokers, zogeheten pods: 36 (18 per pod) Accular 122mm-raketten, 20 (10 per pod) Accular 160mm-raketten, 8 (4 per pod) EXTRA-raketten, 4 (2 per pod) Predator Hawk ballistische raketten; of 2 (1 per pod) Delilah-kruisvluchtwapens.
Op 3 april 2023 maakte het Nederlandse ministerie van Defensie de aankoop van 20 PULS-raketartilleriesystemen wereldkundig. De 20 systemen worden verdeeld over twee operationele batterijen met elk acht lanceersystemen, en vier lanceersystemen voor opleidingsdoeleinden en reserve. De systemen stromen naar verwachting binnen tussen 2023 en 2026.

## Munitietypen
| Raket / Kruisvluchtwapen | Diameter | Gewicht | Aantal                     | Geleiding         | Max. bereik | Nauwkeurigheid | Springkop |
| ------------------------ | -------- | ------- | -------------------------- | ----------------- | ----------- | -------------- | --------- |
| Accular 122              | 122 mm   | n.b.    | 18 per pod 36 per voertuig | GPS/INS           | 35 km       | 10 m CEP       | 20 kg     |
| Accular 160              | 160 mm   | n.b.    | 10 per pod 20 per voertuig | GPS/INS           | 40 km       | 10 m CEP       | 35 kg     |
| EXTRA                    | 306 mm   | 570 kg  | 4 per pod 8 per voertuig   | GPS/INS           | 150 km      | 10 m CEP       | 120 kg    |
| Predator Hawk            | 370 mm   | 800 kg  | 2 per pod 4 per voertuig   | GPS/INS           | 400 km      | 10 m CEP       | 160 kg    |
| Delilah                  | 330 mm   | 187 kg  | 2 per pod 2 per voertuig   | CCD/IR en GPS/INS | 250 km      | 1 m CEP        | 30 kg     |

## Gebruikers

### Huidige gebruikers
Azerbeidzjan
- Azerbeidzjaanse strijdkrachten – Lynx MRLS is verworven en ingezet tijdens de Oorlog in Nagorno-Karabach in 2020.[5]

### Toekomstige gebruikers
Denemarken
- Deense strijdkrachten – Denemarken heeft 8 PULS-systemen in bestelling. Het contract werd ondertekend op 2 maart 2023, tezamen met de bestelling van 19 ATMOS 2000-artilleriesystemen.[6][7]

 Nederland
- Koninklijke Landmacht – Nederland heeft 20 PULS-systemen in bestelling, geïnstalleerd op Scania Gryphus-vrachtwagens die zijn voorzien van een gepantserde cabine. Het contract ter waarde van $305 miljoen dollar werd ondertekend op 18 mei 2023, de levering van de eerste systemen staat gepland voor eind 2023.[8]

### Potentiële gebruikers
Duitsland
- Duitse landmacht – Elbit & Krauss-Maffei Wegmann hebben de gezamenlijke ontwikkeling van EURO-PULS aangekondigd. De Duitse landmacht zou sterke interesse tonen voor de verwerving van PULS.[9]